# Cruzeiro do Sul (tiểu vùng)
Cruzeiro do Sul là một tiểu vùng thuộc bang Acre, Brasil. Tiều vùng này có diện tích 29781 km², dân số năm 2007 là 100320 người.